# Aporophyla albapice
Aporophyla albapice är en fjärilsart som beskrevs av Köhler 1952. Aporophyla albapice ingår i släktet Aporophyla och familjen nattflyn. Inga underarter finns listade i Catalogue of Life.